# 戶次鎮連
戶次鎮連（生年不詳－1586年）是日本戰國時代至安土桃山時代的武將。豐後國戰國大名大友氏的家臣。大友氏庶流戶次氏第16代當主。父親是戶次鑑方。養父是戶次鑑連（立花道雪）。

## 生平
生年不詳，家中嫡男。天文22年（1553年）期間，因為伯父鑑連沒有兒子，於是成為其養子。受主君大友義鎮（宗麟）和養父鑑連賜予偏諱，改名為鎮連。此後，跟隨鑑連，在筑前國和豐前國轉戰。
永祿10年（1567年），在休松之戰中，與秋月種實戰鬥，在實父鑑方等許多一門和家臣戰死的情況下，奮戰並立下戰功。
天正6年（1578年），侵攻日向國北部，殺死土持親成等人，令土持氏滅亡。同年6月，在耳川之戰中出陣，大友氏被島津氏大敗，豐後國內的情勢變得相當危急。養父立花道雪等人為了挽回大友氏的衰勢，在筑前、筑後國繼續奮戰。
天正8年（1580年），為了改善正在衰落的大友氏，與志賀親度、一萬田鎮實等人連署，向主君大友義統發出勸諫書狀，不過被義統無視。
天正13年（1585年），養父立花道雪死去，成為大友氏愈加衰敗的關鍵。翌年（1586年），成為大友家的加判眾。不久後，領內因為民心背離而爆發一揆。另一方面，島津氏北進，並開始侵攻至豐後。與柴田紹安、志賀道雲、道易、朽網宗暦（『鶴賀城戰史』。有異說）、戶次玄三、一萬田紹傳、麻生紹和一同成為島津氏的內應（實際上，關於內應一事不明。而被懷疑的還有南部眾，因為部份南部眾背叛大友家而受到懷疑；亦有說法指因為不斷諫言而被義統討厭），而大友方諸城亦相繼被攻陷。
自身則與其他內應同樣，被義統誅殺（一說在讓出城池後，被迫自殺，詳細不明）。嫡男統連改名為統常，並成為繼承人。

## 外部連結
- 武家家伝＿戸次氏 （页面存档备份，存于）